# Klara Szmańko
Klara Szmańko – polska literaturoznawczyni, dr hab. nauk humanistycznych, profesor nadzwyczajny Instytutu Filologii Obcych Wydziału Filologicznego i Historycznego Akademii im. Jana Długosza w Częstochowie i Instytutu Nauk o Literaturze Wydziału Filologicznego Uniwersytetu Opolskiego.

## Życiorys
W 2002 ukończyła studia w zakresie filologii angielskiej na Uniwersytecie Wrocławskim, natomiast 12 lipca 2005 obroniła pracę doktorską Problematyka niewidzialności w powieściach: „Invisible Man” Ralpha Ellisona, „The Spook Who Sat by the Door” Sama Greenlee, „Tripmaster Monkey” Maxine Hong Kingston i „Native Speaker” Chang-Rae Lee, 18 marca 2016 habilitowała się na podstawie pracy zatytułowanej Wizje białości w wybranych dziełach literatury azjatycko-amerykańskiej.
Została zatrudniona na stanowisku adiunkta w Instytucie Filologii Angielskiej na Wydziale Filologicznym Uniwersytetu Opolskiego, oraz objęła funkcję profesora nadzwyczajnego w Instytucie Filologii Obcych na Wydziale Filologicznym i Historycznym Akademii im. Jana Długosza w Częstochowie i Instytutu Nauk o Literaturze Wydziału Filologicznego Uniwersytetu Opolskiego.
Piastowała stanowisko wykładowcy w Zakładzie Neofilologii na Wydziale Nauk Społecznych i Humanistycznych w Państwowej Wyższej Szkole Zawodowej im. Witelona w Legnicy.

## Publikacje
- 2006: ‘America’ is in the Head and on the Ground. Confronting and (Re-) constructing ‘America’ in Three Asian American Narratives of the 1930s[1]
- 2008: Invisibility in African American and Asian American Literature: A Comparative Study[1]
- 2015: Visions of Whiteness in Selected Works of Asian American Literature[1]